# 104020 Heilbronn
104020 Heilbronn este o planetă minoră (asteroid), cu un diametru de 4,227 km, din centura de asteroizi. A fost descoperită pe 26 februarie 2000 la Observatorul Regal al Belgiei⁠(d) de Thierry Pauwels⁠(d). 
Obiectul prezintă o orbită caracterizată de o semiaxă mare de 2,7995669929266 UAi, o excentricitate de 0,13610534127404, o înclinație de 4,4477807504121 ° în raport cu ecliptica.